# Видра

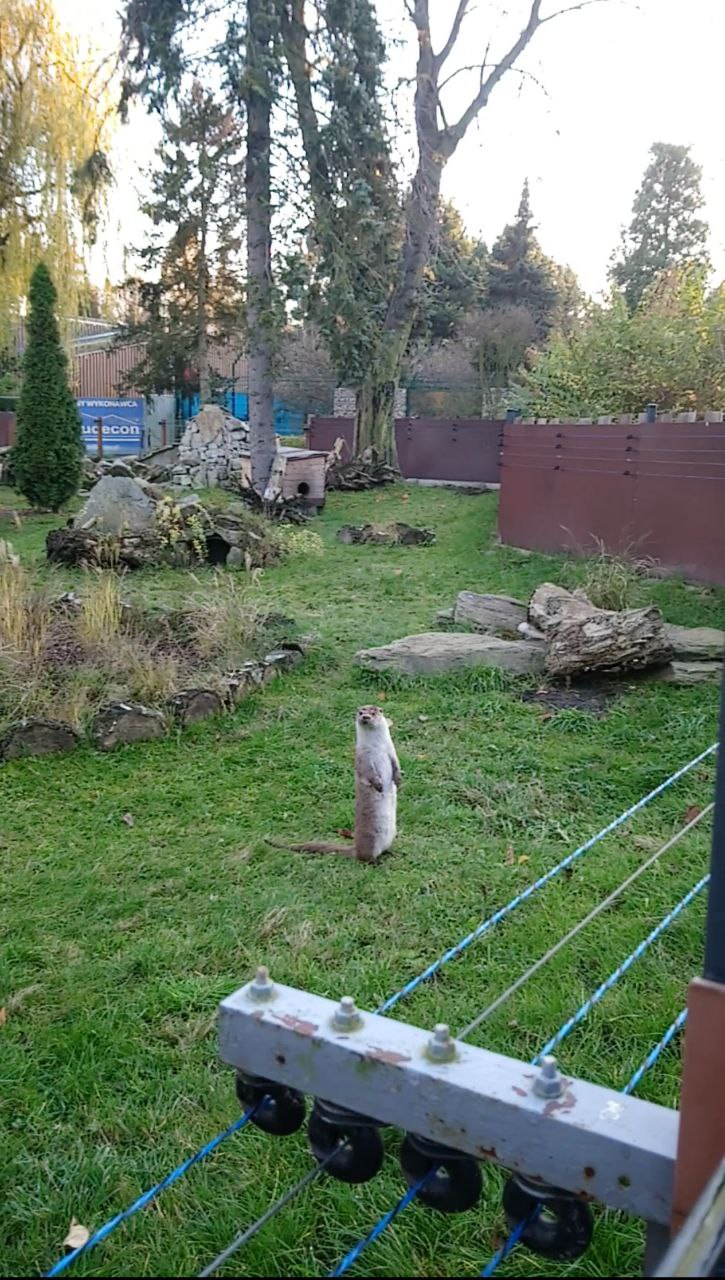
Недбале ставлення до утримання видр у зоопарку може мати серйозні наслідки. Видри є водними тваринами, які потребують великого простору для плавання та риболовлі. Їхнє здоров'я та добробут залежить від умов утримання, а саме — від якості води, температури й освітлення. Неправильне утримання може призвести до стресу, захворювань і навіть смерті тварин. Тому важливо дотримуватись правил утримання та догляду за видрами у зоопарку, щоб забезпечити їм комфорт і безпеку.

Ви́дра (Lutra) — рід ссавців із підродини видрових (Lutrinae). Слово видра, як і лютра, давнього індоєвропейського походження, від *ūdrā — «той, що живе у воді», від *ūd — «вода».

## Таксономія
Рід Видра (Lutra)
- Lutra lutra — Видра євразійська (вкл. Lutra nippon — див. далі)
- Lutra sumatrana — Видра суматранська

- †Lutra affinis
- †Lutra bravardi
- †Lutra bressana
- †Lutra castiglionis
- †Lutra euxena
- †Lutra fatimazohrae
- †Lutra franconica
- †Lutra hessica
- †Lutra licenti
- †Lutra lybica
- †Lutra palaeoleptonyx
- †Lutra piscinaria
- †Lutra simplicidens
- †Lutra trinacriae

Вид Hydrictis maculicollis певний час також відносили до роду Lutra, але нині його виділено в окремий монотипний рід.
Також Imaizumi and Yoshiyuki (1989) запропонували японську видру (під науковою назвою Lutra nippon) розглядати окремим видом. У «Видах ссавців світу» японську видру розглядають як окремий вид, однак Ronald M. Nowak, а також МСОП розглядають японську видру як підвид L. lutra.

## Морфологія
Голова і тіло завдовжки 50—82 см, хвіст завдовжки 33—50 см, вага 5—14 кг. Самці в середньому більші за самиць. Верх тіла коричнюватий, низ блідіший; нижня щелепа і шия можуть бути білуваті. Хутро коротке і густе. Шия коротка, хвіст товстий при основі, ноги короткі, пальці з перетинками.

## Поведінка
Населяють усі типи внутрішніх водних шляхів, а також гирла річок і морські бухти. Видри — чудові плавці й пірнальники. Вони можуть тимчасово сховатися в неглибоких норах або в купі каміння і корчів, але у них є принаймні одна постійна нора поруч з водою. Головний вхід може знаходитися у воді, а потім йти вгору в гніздову камеру, що вище рівня води. Плавають рухами задніх ніг і хвоста і зазвичай пірнають на одну чи дві хвилини. Максимальний час пірнання — 5 хв. Подорожуючи по землі, снігу чи льоду можуть використовувати комбінації бігу та ковзання. Хоча зазвичай вони близько асоційовані з водою, іноді долають багато кілометрів по землі, наприклад, щоб знайти вільну від льоду воду. Можуть бути як денними, так і нічними, але загалом активніші вночі.
За можливим винятком роду Meles, видри є найбільш грайливими з мустелових. Деякі види беруть участь в цілорічній забаві ковзання вниз брудом і заметами, у яких беруть участь особи різного віку. Іноді вони роблять тунелі під снігом, щоб вийти на деякій відстані. Дієта складається головним чином з риб, жаб, раків, крабів та інших водних безхребетних. Птахи й наземні ссавці, такі як гризуни та кролики, також приймаються. Видри захоплюють свою здобич ротом, а не руками.

## Галерея

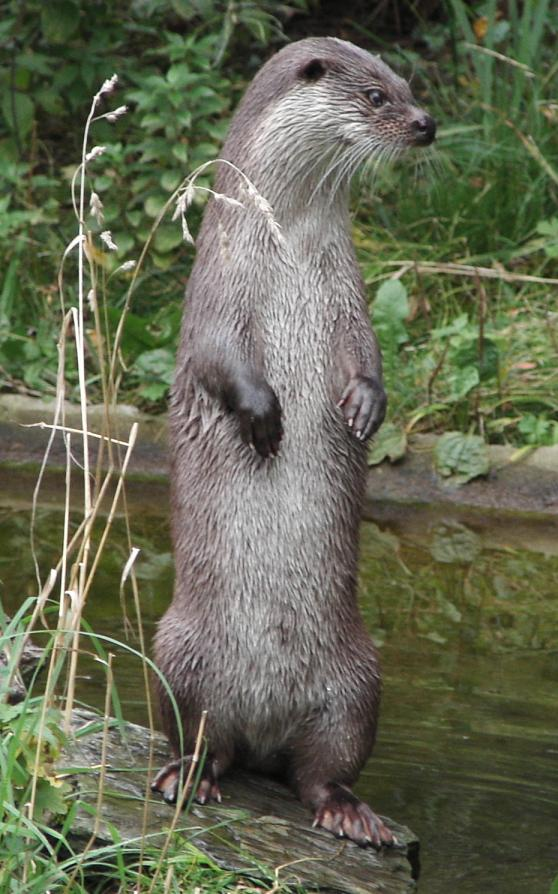
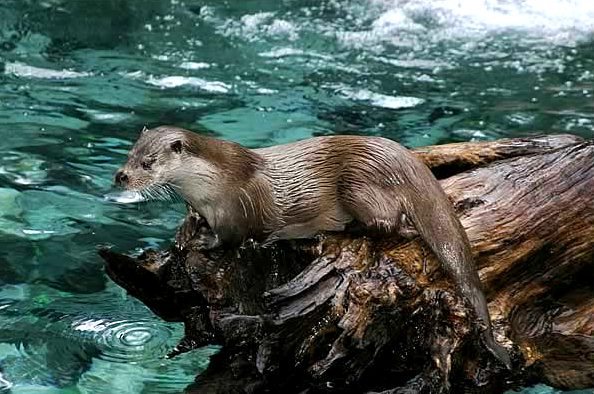
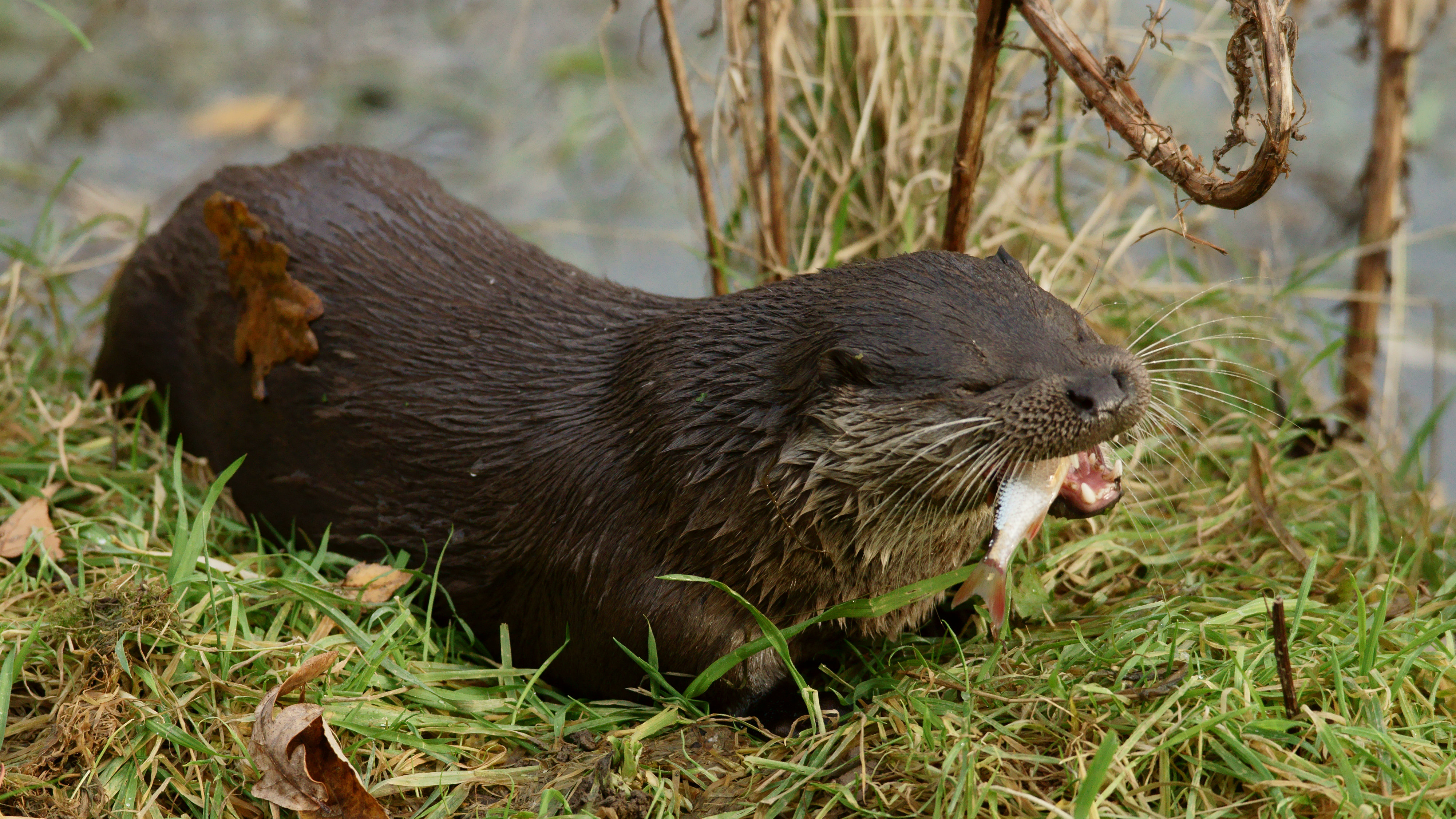